# Phulasi
Phulasi (nep. फुलासी) – gaun wikas samiti w środkowej części Nepalu w strefie Dźanakpur w dystrykcie Ramechhap. Według nepalskiego spisu powszechnego z 2001 roku liczył on 1149 gospodarstw domowych i 5985 mieszkańców (3171 kobiet i 2814 mężczyzn).